# Marisela Ponce
Marisela Ponce Villamediana ( 1945 – ) es una botánica y profesora venezolana. En 1971 obtuvo su licenciatura en biología en la Universidad Central de Venezuela (UCV), con la defensa de la tesis: Algunos aspectos de la germinación de semillas de Jussiaea suffruticosa. Posteriormente, obtuvo el título de Doctor en Ecología por la Universidad de Montpellier, con apoyo de una beca de la Fundación Gran Mariscal de Ayacucho. A su regreso a Venezuela, en 1979, se incorporó como profesora en la Facultad de Agronomía de la UCV, en el núcleo situado en la ciudad de Maracay hasta su jubilación.    

## Publicaciones
- Hipólito Alvarado, marisela Ponce. 2002. Composición florística preliminar de una selva estacional de los alrededores de Cuyagua, Parque nacional Henri Pittier, Estado Aragua, Venezuela. ERNSTIA 12 ( 1 y 2): 43-72 : il. Resumen en línea (enlace roto disponible en Internet Archive; véase el historial, la primera versión y la última).

- marisela Ponce, b. Trujillo. 1992. Algunos aspectos fitogeográficos de cactaceas terrestres registradas para Venezuela. Ernstia. 2: 1-2, 35-36

- ------------------------, ----------. 1985. Composición florística y vegetacional de la Selva Decidua Montana Baja del Jardín Botánico Universitario de Maracay. Ernstia 35. XI: 30-44

### Ponencias en Congresos
- trinidad Pérez de Fernández, baltazar Trujillo, marisela Ponce. 1988. Fenología comparada de dos malezas Gramíneas (Leptochloa scabra) Ness y (Leptochloa filiformis) (Lam) Beauv. IX Congreso de la Asociación Latinoamericana de Malezas y V Jornadas Técnicas en Biología y Combate de Malezas. Maracaibo, Edo. Zulia. Venezuela

- ------------------------------, ----------------, --------------. 1984. Parte I. Introducción al estudio sociológico de malezas en algunos sistemas de producción agrícola del Sur del Lago de Valencia, Estado Carabobo. Parte II. Introducción al estudio sociológico de malezas en algunos sistemas de producción agrícola del Sur del Lago de Valencia, Estado Carabobo. III Jornadas Técnicas en Biología y Combate de Malezas. Barquisimeto. Edo. Lara. Venezuela

## Honores
Miembro de
- "Sociedad Mexicana de Cactología"[2]
- "Asociación Venezolana para el Avance de la Ciencia"

- La abreviatura «Marisela Ponce» se emplea para indicar a Marisela Ponce como autoridad en la descripción y clasificación científica de los vegetales.[3]